# Thisbe lycorias
Thisbe lycorias är en fjärilsart som beskrevs av William Chapman Hewitson 1852. Thisbe lycorias ingår i släktet Thisbe och familjen Riodinidae. Inga underarter finns listade i Catalogue of Life.

## Bildgalleri

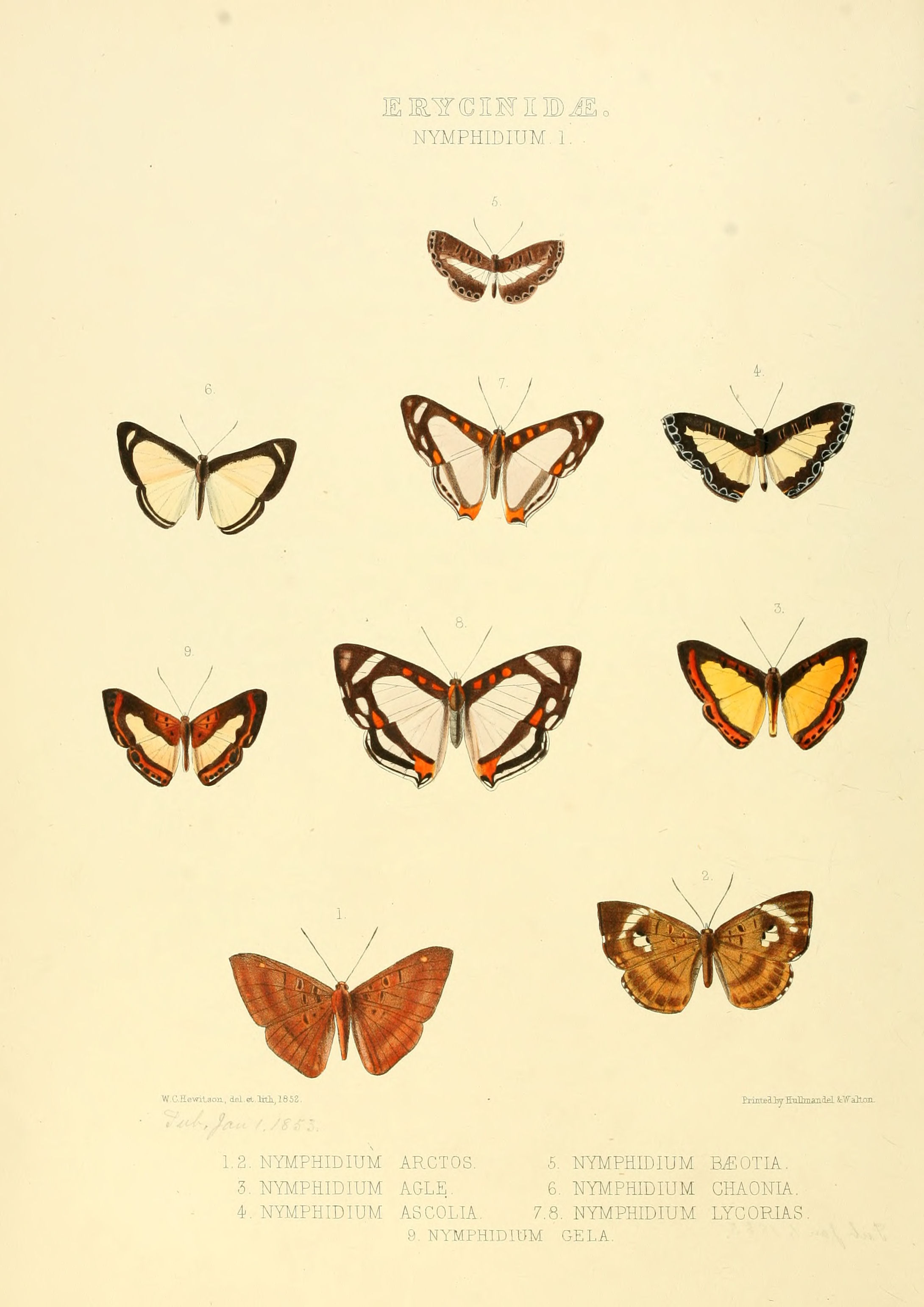